# Норија дел Ех. ел Пилар Сек. 2, Гха. ел Росио (Матаморос)
Норија дел Ех. ел Пилар Сек. 2, Гха. ел Росио (шп. Noria del Ej. el Pilar Sec. 2, Gja. el Rocío) насеље је у Мексику у савезној држави Коавила у општини Матаморос. Насеље се налази на надморској висини од 1110 м.

## Становништво
Према подацима из 2005. године у насељу је живело 5 становника.

### Хронологија
| Година       | 2000 | 2005 |
| ------------ | ---- | ---- |
| Становништво | 10   | 5    |

### Попис
| # | Индикатор                        | Вредност |
| - | -------------------------------- | -------- |
| 1 | Укупно појединачних домаћинстава | 1        |